# 업존

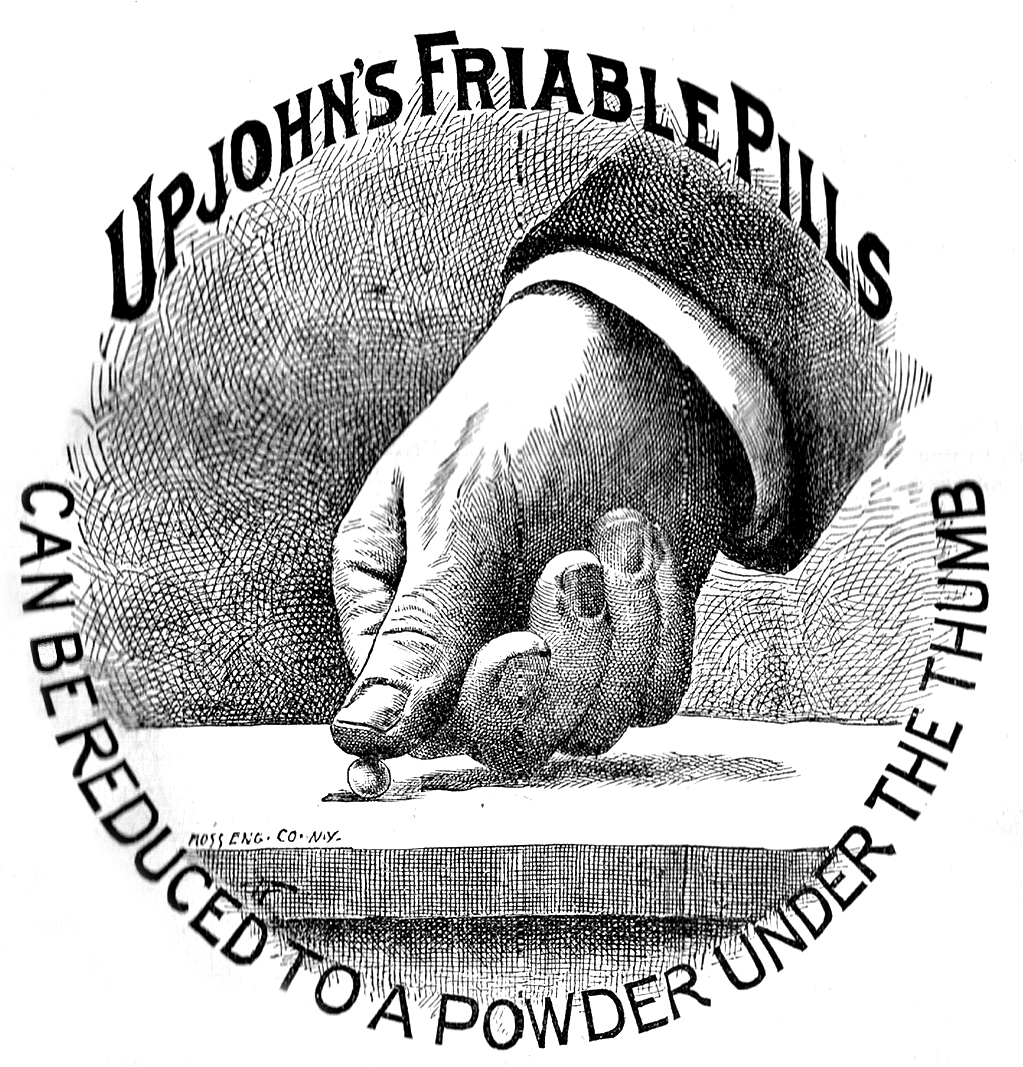
업존 필 앤드 그래뉼의 로고

업존 또는 업존 컴퍼니(The Upjohn Company)는 1875년 미시간 대학교 의과대학을 졸업한 윌리엄 E. 업존(William E. Upjohn) 박사가 1886년 미시간주 헤이스팅스에서 설립한 미국의 제약 제조 회사이다. 이 회사는 원래 쉽게 소화되도록 특별히 고안된 부서지기 쉬운 알약을 만들기 위해 설립되었다. 당시 강력한 마케팅 주장이었던 "엄지 손가락으로 가루로 줄일"(reduced to a powder under the thumb) 수 있다.